# Charlotte von Brandenstein
Pour les articles homonymes, voir Brandenstein.
Charlotte von Brandenstein, née le 27 mai 1757 à Schorndorf (d'autres sources donnent 1750 comme année et Ludwigsbourg comme lieu de naissance) et morte en 1813 à Berlin, était une compositrice allemande.

## Biographie
Parfois prénommée Caroline, elle eut pour professeur à Vienne l'abbé Georg Joseph Vogler. Elle était mariée à Joachim Friedrich Ernst von der Lühe ; elle composa essentiellement pour le piano et le violon.

## Œuvres
- Sonate en ré majeur ; Speyer, 1780-81
- Sonate pour violon et piano ; Vogler, 1780